# 모비즌
모비즌은 모바일 기기 화면을 로컬 PC에서 원격 제어하는 솔루션이다. 모바일간 PC 연결 방식은 USB, WiFi, 3G 네트워크를 이용한다. 모바일 화면을 PC의 마우스 및 키보드로 원격 컨트롤 가능하며 그 밖에 모바일 DB 관리, 파일 송수신 기능이 있다. 2014년 7월 안드로이드 기기를 루팅하지 않고 모바일 화면을 녹화하는 기능이 추가되었다. 또 한 웹브라우저를 통해 스마트폰의 멀티미디어 컨텐츠를 별도의 다운로드 과정 없이 멀티 스크린으로 바로 플레이 할 수 있으며 PC는 물론이고 태블릿, 스마트폰 스마트TV등 웹 접속이 가능한 모든 디바이스에서 모비즌 홈페이지(www.mobizen.com)에 접속해 스마트폰의 사진, 음악, 동영상등의 멀티미디어 콘텐츠를 멀티스크린으로 즐길 수 있다.

## 주요 기능
- 모바일 화면 자동,수동 캡처
- 실시간 녹화 및 재생
- PC & 모바일간 파일 송수신
- 모바일 DB 백업 및 복원
- 실행 중인 프로세스 컨트롤
- 모바일 화면 그리기